# Goera gracilicornis
Goera gracilicornis is een fossiele soort schietmot uit de familie Goeridae.